# 大宅宗永
大宅 宗永（おおやけ の むねなが、弘仁7年（816年） - 没年不明）は、平安時代前期の人物。姓は朝臣。

## 経歴
左京の人。仁和元年（885年）筑後守都御酉襲撃事件の謀議に加わるが、行動を共にせず、年齢70歳で贖銅百斤に処された。